# Festival Express
Festival Express je dokumentární film z roku 2003 o cestě vlakem napříč Kanadou, kterou uskutečnily v roce 1970 známé rockové skupiny a osobnosti jako Grateful Dead, Janis Joplin, The Band a Delaney & Bonnie & Friends Film využívá kombinování živých nahrávek z koncertů, dále živých nahrávek z vlaku, do toho vstupují tehdejší účastníci s interview, kde komentují dění ve vlaku.

## Festival Express - střípky
- Festival Express byl jedinečnou událostí mezi rockovými festivaly – nezůstal na jednom místě, ale uskutečnil se na třech jevištích v kanadských městech Toronto, Winnipeg a Calgary během léta 1970. Čtvrtým městem měl být Montreal, ale koncert byl zrušen, protože datum se shodovalo se St. Jean Baptiste Day(24. června), a nebyla by dodržena přiměřená bezpečnost obyvatel města. Festivalový vlak nastartovala myšlenka, že lépe než se přepravovat z města do města letadly, mohou hudebníci cestovat vlakem objednaným u Canadian National Railways train. Cílem cesty bylo vytvořit atmosféru hudební kreativity a propojit hudebníky. Vlak, který projížděl městy, byl nepřetržitým jam-session a znamenal pro zúčastněné večírek s nepřeberným množstvím alkoholu. Mezi nezapomenutelné scény alkoholem podníceného jamování patří společný zpěv několika známých hudebníků - Rick Danko, Jerry Garcia a Bob Weir ze skupiny Grateful Dead, spolu s Janis Joplin.
- V průběhu festivalu vzniklo mezi mladými Američany hnutí, které vyjadřovalo názor, že rockové koncerty mají být zadarmo stejně jako tomu bylo na Woodstocku. Mnoho mladých nechtělo platit 14 dolarové vstupné. Přestože to způsobilo promotérům Ken Wolkerovi a Thor Katonovi problémy, vlak pokračoval a poskytoval dále bohaté hudební zážitky.
- Ve filmu hudebník Kenny Gradney, který hrál se skupinou Delaney & Bonnie, komentuje atmosféru během cesty: " Bylo to lepší než Woodstock, tak grandiózní jako byl Woodstock ."
- Janis Joplin než začne zpívat píseň Tell mama děkuje promotérům, kteří umožnili jízdu vlaku, a předává jim symbolicky "Festivalový vláček" a svůj osobní dar, bednu Tequily se slovy " až budete pořádat další jízdu, nezapomeňte mne pozvat."
- The Grateful Dead přetransformovali svůj zvuk z kompaktního, psychedelického formátu na country/folk harmonii, kterou užili na albech Workingman's Dead a American Beauty; Ve filmu jsou na vrcholu svých hudebních možností, stejně jako Janis Joplin, pro kterou to bylo jedno z posledních vystoupení a zemřela za dva měsíce poté.

## Písně[1]
Hrané ve filmu
- Don't Ease Me In, Grateful Dead
- Slippin' and Slidin'", The Band
- Better Take Jesus' Hand ("Jordan"), solo Jerry Garcia
- Comin' Home Baby, Mashmakhan
- Money (That's What I Want), Buddy Guy Blues Band
- Lazy Day, The Flying Burrito Brothers
- The Weight, The Band
- Cry Baby, Janis Joplin
- Ain't No More Cane, jam session ve vlaku - Rick Danko, Janis Joplin, Jerry Garcia a Bob Weir
- Rock & Roll Is Here to Stay, Sha Na Na
- New Speedway Boogie, Grateful Dead
- C.C. Rider, Ian & Sylvia a Great Speckled Bird ( Jerry Garcia a Delaney Bramlett)
- I Shall Be Released, The Band
- Tell Mama, Janis Joplin

Další písně na DVD
- 13 Questions, Seatrain
- Child's Song, Tom Rush
- Thirsty Boots, Eric Andersen
- As the Years Go By, Mashmakhan
- Tears of Rage, Ian & Sylvia a Great Speckled Bird
- Hoochie Coochie Man, Buddy Guy Blues Band
- Hard to Handle, Grateful Dead
- Easy Wind, Grateful Dead
- Kozmic Blues, Janis Joplin
- Move Over, Janis Joplin

## Produkce
Festival Express turné se stalo finanční katastrofou, hrozily soudní pře a filmový projekt se ztratil. Části filmu se objevily v garáži původního producenta filmu Willema Poolmana, kde byly uloženy více než tři desítky let. V roce 1999 začal pracoval na obnovení filmu producent Garth Douglas and konzultant James Cullingham, který našel mnohé další nahrávky v Kanadském národním filmovém archivu, kde byly neodborně uloženy a nepřístupné světu. Douglas vešel do styku se synem Poolmana Gavinem, který se stal londýnským filmovým producentem. Gavin vyrobil film spolu se svými školními přáteli Johnem Trapmanem a Bobem Smeatonem. Hudební stopy byly mixovány v Toronto's MetalWorks Studios, a vyrobeny Eddie Kramerem, který spolupracoval s Jimi Hendrixem a Led Zeppelin, na Woodstocku, a na Derek & The Dominos Live In Concert.
- Film byl vyroben u Londýnského Apollo Films spolu s PeachTree Films v Amsterdamu.

## Premiéry
Festival Express měl světovou premiéru v roce 2003 na Toronto International Film Festival. Dále byl promítán na mnoha festivalech, včetně Festivalu v Karlových Varechv roce 2004.
Pro divadelní projekci byl vydán v roce 2004.
DVD o dvou discích bylo vydáno 2. listopadu 2004 u New Line Home Video.